# Tammany Hall
Tammany Hall est une faction du Parti démocrate, fondée en mai 1789 par William Mooney, qui a joué un rôle majeur à New York entre 1789 et les années 1960.

## Origine et dénomination
Les membres du "Tammany Hall" étaient friands de noms d'origine amérindienne. Ainsi le nom Tammany vient de celui d'un chef amérindien de la tribu des Lenapes, Tammany ou Tamanend, qui vécut de 1628 à 1698 dans le Delaware. De même le chef du Tammany Hall était appelé grand sachem et le plus important d'entre eux fut le flamboyant William Tweed, the Boss, qui "régna" sur New York de 1858 à 1877. "Tammany Hall" contrôla le Parti démocrate à New York, de la victoire de Fernando Wood en 1854 à l'élection du républicain Fiorello La Guardia en 1934. À compter de cette date, l'influence de l'organisme, fortement lié à la pègre, diminue jusqu'à sa disparition.

## Un groupe de pression démocrate
La "Tammany Society", qui tire son nom de "Tammany Hall", le bâtiment qui lui servait de siège, aidait les immigrants nouvellement arrivés, nombreux à New York, à s'installer, à se nourrir et se vêtir si nécessaire, à trouver un emploi, à se familiariser aux démarches administratives et aux mœurs américaines, tout en leur permettant de créer les premières relations sociales. Il œuvrait donc comme une institution de patronage à Manhattan, mais pratiquait surtout le clientélisme.
À partir des années 1830, le Tammany Hall recrute des bandes criminelles pour agresser des adversaires politiques et contrôler le processus électoral. De leur côté, les forces de police ferment les yeux sur les activités de ces bandes ou y participent directement. Ainsi, le capitaine Isaiah Rynders et ses adjoints, US Marshall du 6e arrondissement de New York, comptent parmi les principaux chefs de la pègre locale.
En 1834, un conflit éclate entre la Tammany Hall et les syndicalistes de la NTU (National Trades' Union) qui reprochent à l'organisation d'adapter les lois en faveur du patronat. En retour, les syndicats sont dénoncés comme étant des associations antidémocratiques, athées, inspirées de l'étranger et illégales. Un pamphlet fortement diffusé dans la presse va jusqu'à accuser les syndicalistes d'ériger une « aristocratie de fait, oppressive et illégitime. »
La Tammany Hall est devenue un symbole de la corruption au sein des machines électorales du Parti démocrate,.